# Ролетка (архитектурен елемент)
Ролетката за прозорци, врати и др. има същата функция като например капаците за прозорци: защита от слънце, вятър или кражби. Ролетките се изработват най-често от пластмаса, алуминий, стомана, понякога и от дърво. Те се повдигат/спускат с помощта на колан или с електрическо задвижване. Краищата на ролетката се плъзгат в (стоманени) U-образни профили.
Типични приложения:
- ролетни щори;
- ролетни врати;
- охранителни ролетки.[поясни]